# Milo Aukerman
Milo Aukerman (Lomita, 1º gennaio 1963) è un cantautore e biochimico statunitense.
La sua figura enigmatica è maggiormente conosciuta poiché è il cantante e l'autore di molte canzoni della band punk-rock di Los Angeles, i Descendents.
Le sue canzoni riguardano spesso l'essere rifiutato dalle ragazze, la dipendenza da caffeina, l'odio per tutto ciò che è moda e superficialità e la passione per il cibo. Particolarmente noto per la sua attitudine da nerd, autoironica e anti-rockstar che ha creato numerosi successori, tra cui Rivers Cuomo dei Weezer e Dexter Holland degli Offspring.
La maggior parte delle copertine degli album dei Descendents raffigurano una grafica a cartone di Aukerman impegnato in varie attività, disegni che sono particolarmente cari a ogni fan della band.
Milo ha frequentato la Mira Costa High School dove incontrò gli altri membri dei Descentents.
Milo ha conseguito un dottorato in biochimica all'Università del Wisconsin-Madison e tale attività lo ha portato ad assentarsi dalle file dei Descendents per vari anni.
È sposato dal 1996 ed è padre di due bambini, e ha dichiarato che fare il genitore è la cosa più impegnativa che abbia mai fatto in vita sua.